# زاوية الحاج اسماعيل (الرياحات)
زاوية الحاج إسماعيل هو دُوَّار يقع بجماعة لخوالقة، إقليم اليوسفية، جهة مراكش آسفي في المملكة المغربية. ينتمي الدوّار لمشيخة الرياحات التي تضم 19 دوار. يقدر عدد سكانه بـ 128 نسمة حسب الإحصاء الرسمي للسكان والسكنى لسنة 2004.

## روابط خارجية
- البوابة الوطنية للجماعات الترابية نسخة محفوظة 12 مارس 2018 على موقع واي باك مشين.
- المندوبية السامية للتخطيط